# Nágáland
Nágáland je hornatý stát v severovýchodní části Indie. Na západě sousedí se státem Ásám, Arunáčalpradéšem na severu, Myanmarem na východě a Manipurem na jihu. Hlavní město je Kóhíma. Rozloha státu je 16 579 km².
Jako lingua franca se zde používá nágálandská kreolština.
Nágáland je pozoruhodný náboženským složením obyvatelstva: 90% obyvatel tvoří křesťané, z nichž většina jsou baptisté. Nágáland je tak nejkřesťanštějším spolkovým státem Indie. K hinduismu se v Nágálandu hlásí 7,7% obyvatel, k islámu 1,8% obyvatel a zbytek tvoří animisté.
Původními obyvateli v oblasti jsou Nágové, kteří se dělí na 12 hlavních kmenů, hovořících vzájemně nesrozumitelnými jazyky z tibeto-barmské skupiny. Některé kmeny se dále dělí na teritoriální nebo rodové skupiny, které byly v minulosti často navzájem nepřátelské. Hlavní rozdělení nágských kmenů je následující:
Jižní kmeny: Angamiové, Maové, Maramové, Tanghulové
Střední kmeny: Aové, Lothové, Rengmové
Severovýchodní kmeny: Konjakové, Čangové, Phómové, Ymčungerové, Khiamňiunganové
Kultura severovýchodních kmenů je nejzachovalejší, protože jejich příslušníci byli nejpozději ovlivněni indickou společností a christianizací.
Společnost nágských kmenů byla rodová a patrilineární. Chlapci a mladí muži trávili čas ve společných noclehárnách zvaných morung, což byla většinou největší stavba ve vesnici. V morungu se prováděly rituály, plánovaly válečné výpravy a byly v něm umístěny velké signalizační bubny, dlabané z celého kmene stromu. U některých kmenů měly podobné noclehárny i neprovdané dívky.
Nágové se hojně zdobili tetováním, u některých kmenů, zvláště Konjaků a Čangů si tetovali i obličeje. Důležitým rituálem byla iniciace a pohřeb. Tyto obřady, stejně jako svátky ročního cyklu, spojené s pěstováním plodin, doprovázely zvířecí oběti duchům a předkům. Obvyklou obětinou byl kohout nebo prase, ale největší vážnost získal hospodář, který obětoval gayala a jeho masem pohostil celou vesnici. Za takový projev štědrosti byl obětník odměněn tím, že si mohl průčelí domu vyzdobit ornamentální řezbou.
Nágové jsou převážně rolníci, kteří na terasovitých políčkách pěstují slzovku, rýži a proso. Menší význam má pastevectví (chov gayalů a prasat), lokálně též lov a rybolov. K lovu tradičně užívají kuše s otrávenými šipkami. Vynikají řezbářským uměním. V minulosti prosluli jako lovci lebek, lebky však oddělovali také svým zemřelým. Nágové byli velmi bojovní a mezikmenové války spojené s lovem lebek u nich byly ukončeny až kolem roku 1965.

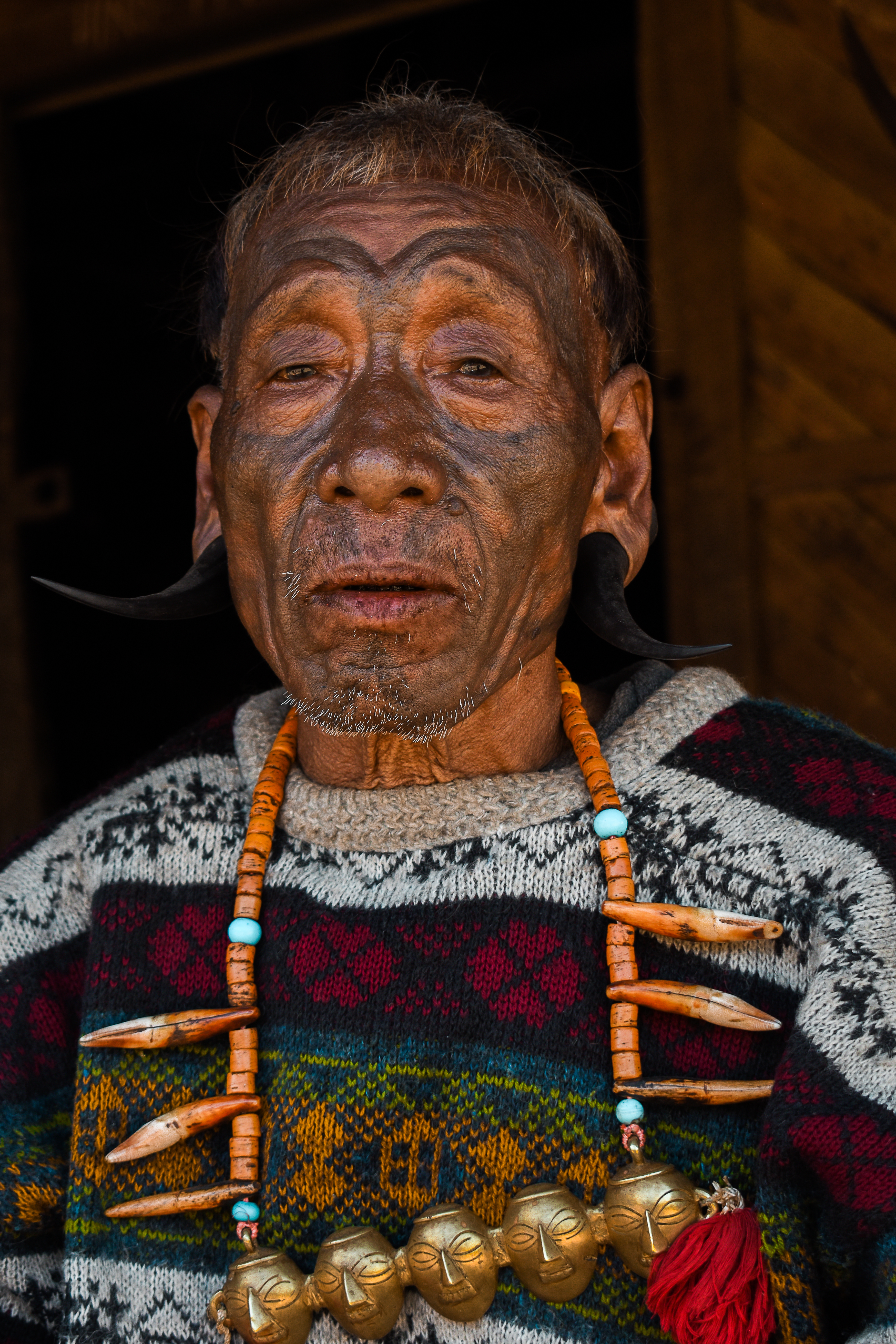
Lovec hlav ve vesnici Longwa, Nagaland